# Horst Beulig
Horst Beulig (* 9. Februar 1922; † 20. November 2010) war ein deutscher Fußballspieler, der in den 1950er Jahren für die SG Volkspolizei/Dynamo Dresden in der Oberliga, der höchsten Spielklasse im DDR-Fußball, spielte. Mit Dresden wurde er DDR-Meister und Pokalsieger.

## Sportliche Laufbahn
Beulig gehörte im Sommer 1950 zu 17 in einem Sichtungslehrgang ausgewählten Fußballspielern aus den Polizeisportgemeinschaften der gesamten DDR, die künftig für die SG Volkspolizei Dresden spielten sollten. Die DDR-Sportvereinigung Deutsche Volkspolizei hatte die Dresdner SG als ihren Fußball-Spitzenklub auserkoren. Ohne sportliche Qualifikation wurde sie zur Saison 1950/51 in die Oberliga eingegliedert. 
Der 28-jährige Beulig, der zuvor bei der unterklassigen SG Volkspolizei in Radebeul gespielt hatte, kam am dritten Spieltag zum ersten Mal als Abwehrspieler in der Oberliga zum Einsatz. In der Hinrunde der Saison bestritt er insgesamt nur fünf Oberligaspiele, erst in der Rückrunde gelang es ihm, in der Mannschaft Fuß zu fassen. Nun vorwiegend im Mittelfeld agierend, kam er in den 17 restlichen Punktspielen 12-mal zum Einsatz. In ihrer zweiten Oberliga-Spielzeit erreichte die SG Volkspolizei den zweiten Platz. Beulig, der vornehmlich in der zweiten Hälfte der Saison kaum zum Einsatz kam, bestritt nur 14 von 36 Punktspielen. So verpasste er auch den Pokalgewinn der Dresdner (3:0 über Einheit Pankow) im September 1952.
Eine Woche später begann Dresdens dritte Oberligaspielzeit. Im Laufe der Saison 1952/53 wurde die Sportgemeinschaft in Dynamo Dresden umbenannt, und am Ende gewann die Mannschaft die DDR-Meisterschaft. Beulig hatte daran nur noch wenig Anteil, denn er kam in den 32 Punktspielen nur fünfmal zum Einsatz. Er fehlte auch im Entscheidungsspiel um die Meisterschaft gegen die punktgleiche BSG Wismut Aue (3:2 n. V.). In der Spielzeit 1953/54 gab der neue Trainer János Gyarmati Beulig eine neue Chance. Nach einem Versuch als Rechtsverteidiger setzte ihn Gyarmati in sechs Punktspielen im rechten Mittelfeld ein. Danach kam Beulig nur noch zweimal als Einwechselspieler in der Oberliga zum Einsatz. Sein letztes Oberligaspiel bestritt er am 13. Dezember 1953, als er in der Begegnung Dynamo Dresden – Wismut Aue (2:1) für die letzten zehn Minuten eingewechselt wurde. 
Nach 44 Oberligaspielen, in denen er ohne Torerfolg blieb, schloss sich Beulig der BSG Stahl Freital an, für die er 1954/55 in der zweitklassigen DDR-Liga 15 Punktspiele absolvierte und fünf Tore erzielte. Danach trat er 33-jährig nicht mehr in der höherklassigen Fußball-Ligen an. 